# Petal Maps
Petal Maps — це картографічний сервіс на основі TomTom, який Huawei надає для пристроїв з операційною системою HarmonyOS, Android та iOS. Він пропонує супутникові зображення, аерофотозйомку, 3D-перегляд навколишнього середовища, покрокову навігацію, проекційний дисплей і планування маршруту для подорожей пішки, на автомобілі, велосипеді та громадському транспорті.

## Нагороди
У 2021 році Petal Maps було нагороджено Red Dot Design Award.

## Характеристики

### Базовий
Petal Maps пропонує можливість збільшувати та зменшувати масштаб для відображення карти. Користувач може керувати картою за допомогою миші, щоб переміститися в потрібне місце. Користувачі можуть вводити адресу, перехрестя або загальну область для пошуку на карті.
Якщо хтось хоче шукати "торти в Лондоні", щоб знайти ресторани, де подають цю страву поблизу міста. За допомогою пошуку можна знайти широкий спектр ресторанів, готелів, театрів і загальних підприємств.
- Карти отримано від Huawei.
- 3D перегляд карт
- Вигляд із супутника.

### Зображення надані супутником
Наразі супутникове зображення Petal Maps доступне лише в мобільному додатку Petal Maps, а не на веб-сайті.

## Мобільний додаток
Petal Maps доступний як мобільний додаток для мобільних операційних систем HarmonyOS, Android та iOS. Він був випущений у жовтні 2020 року для всіх пристроїв Huawei через AppGallery, а в червні 2021 року для всіх пристроїв Android через Google Play. Станом на березень 2022 року Petal Maps було випущено в AppStore для користувачів iOS. Він був випущений як заміна Google Maps.